# 田中煕巳
田中 煕巳（たなか てるみ、1932年4月29日 - ）は、日本の材料工学者、核廃絶運動家。長崎原爆被爆者。日本原水爆被害者団体協議会代表委員。元東北大学工学部助教授・十文字学園女子短期大学教授、博士（工学）（東北大学、1993年）。専門は材料工学。
長年、被爆者運動の中核を担っており、日本原水爆被害者団体協議会（被団協）の事務局長を計20年務め、その後も同団体の代表委員として活動。
2024年10月11日、代表委員として所属する日本原水爆被害者団体協議会がノーベル平和賞を受賞。

## 経歴

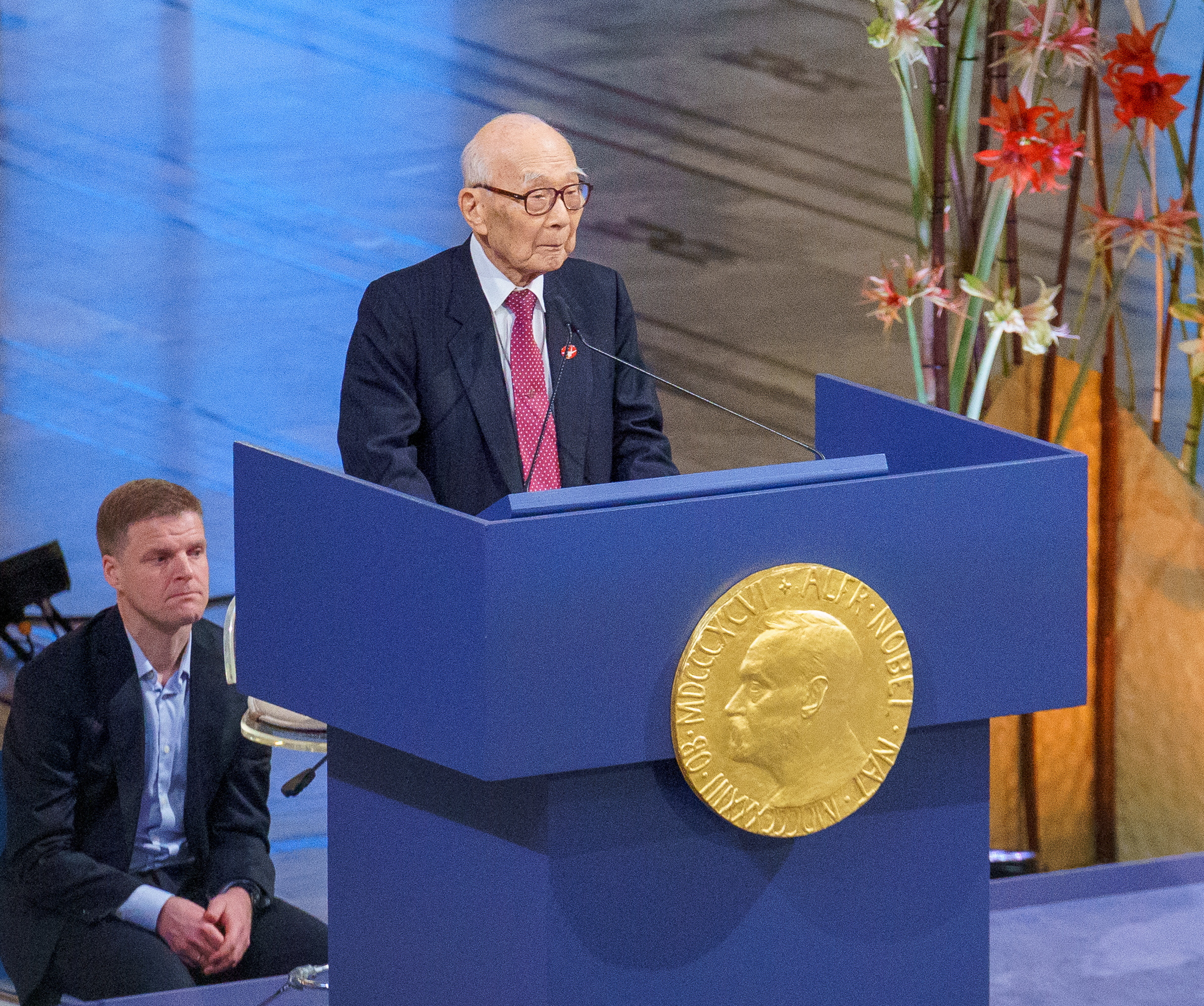
ノーベル平和賞の授賞式にて演説する田中煕巳

1932年、中国東北部（旧満洲）に生まれた。陸軍の軍人であった父が脳出血のため他界したため、親類を頼って長崎市に移り住んだ。父の影響を受けて幼少期の夢は軍人になることであった。
伊良林国民学校を経て長崎県立長崎中学校に入学し、同校1年次の1945年8月9日に長崎市中川町の自宅で被爆。伯母ら親族5人を亡くした。日本の敗戦により陸軍幼年学校に進むという夢は絶たれたが、原爆投下時になぜ自宅のガラスは割れなかったのかという疑問をきっかけとして理工系に興味を持つようになり、貧しい生活の中で物理を学んだ。
1951年に長崎県立長崎東高等学校を卒業後上京し、東京大学生協で働きながら受験勉強に取り組んだ。1954年に起きた第五福竜丸事件を契機として大学で核や原爆について学びたいという思いを強め、1956年に東京理科大学理学部物理学科に入学。1956年大学一年生の夏休みに長崎に帰省した際、日本原水爆被害者団体協議会が結成された第2回原水爆禁止世界大会に参加。
1960年に大学を卒業後、東北大学工学部助手となる。1993年に東北大学より博士（工学）授与（学位論文「Fe-Si-Al系高透磁率材料における磁気特性の温度依存性」）。1995年より助教授、1996年の定年まで研究・教育に取り組んだ。また、研究と並行して被爆者運動にも参加するようになり、宮城県の被爆者団体「はぎの会」事務局長などを経て、1985年には日本原水爆被害者団体協議会（被団協）事務局長に就任。
多忙が元となって自律神経失調症に陥り一度は事務局長職を退いたが、東北大学の定年退官を機に埼玉県へ移住し、2003年まで十文字学園女子短期大学教授として教育・研究にあたる。2000年には被団協事務局長に復帰。2017年6月、被団協代表委員に就任した。
日本原水爆被害者団体協議会は、2024年ノーベル平和賞を受賞した。2024年12月10日、ノルウェーの首都オスロで行われたノーベル平和賞の授賞式にてメダルと賞状を授与後、日本被団協を代表し、被爆によって5人の親族を亡くした自身の体験などをもとに核兵器の廃絶などを世界に向けて演説を行った。

## 活動

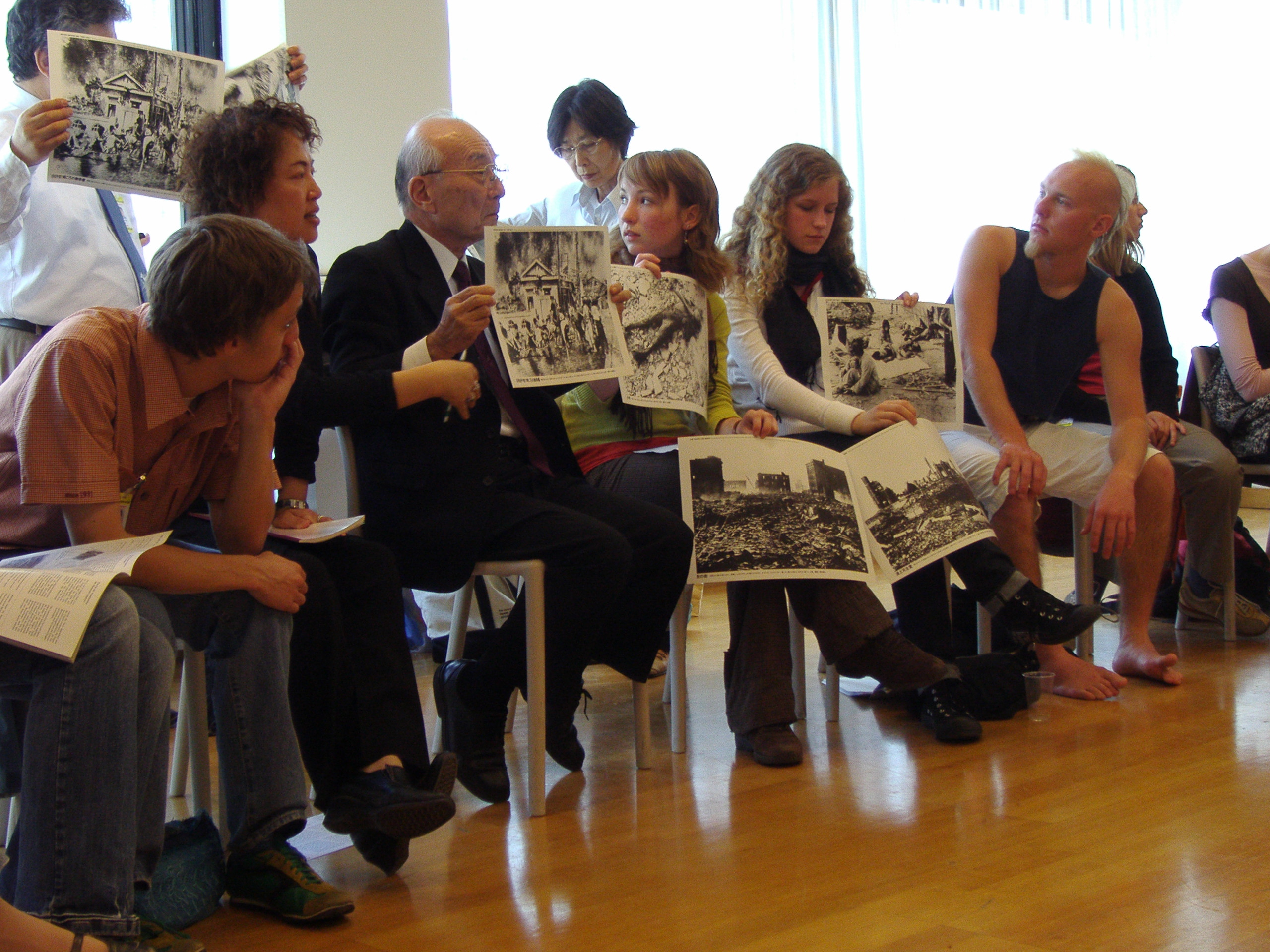
2007年ウィーンの国連本部にて若者達に核の悲惨さを講演

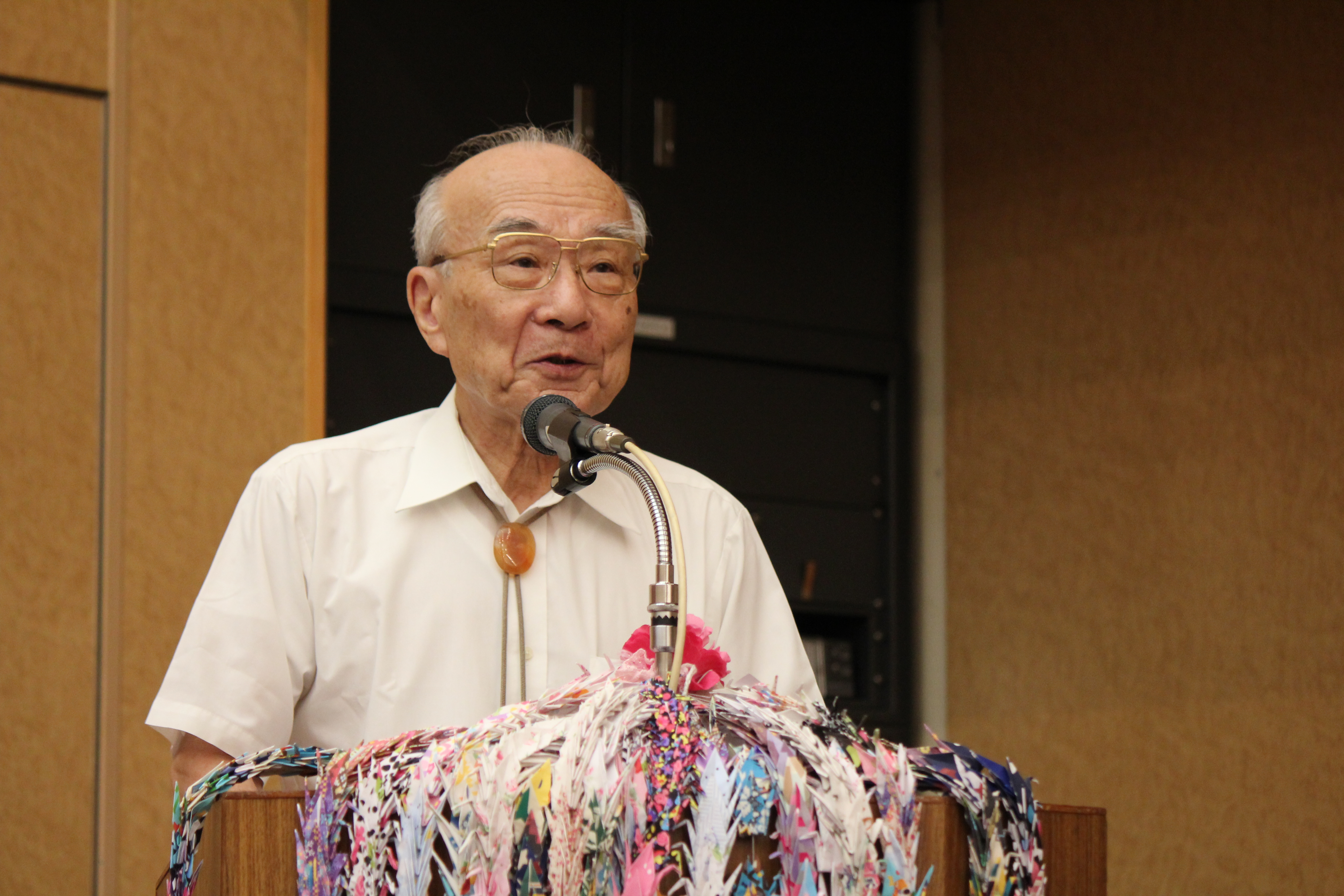
2011年広島での講演

国内外で被爆証言や被爆者支援を求める活動を行なっている。
- 1978年および1982年に開かれた国連軍縮特別総会に被団協代表団の事務局長として参加した[4][18]。
- 2005年の核拡散防止条約（NPT）再検討会議において国連側との交渉を重ねた末、会場ロビーでの原爆展開催を実現させた[4][18]。
- 2007年、2008年および2010年のNPT運用検討会議準備委員会において被爆体験継承の必要性などについて発言した[4][19]。
- 2015年のNPT再検討会議では被爆者を代表して演説を行った[20]。
- 原爆症認定訴訟を通じて認定基準の改定を国に求めるなど被爆者支援に取り組んだ[21]。
- 「国家補償に基づく被爆者援護」の実現を目指しており、戦没者や被爆者に対して国が謝罪と補償を行なうことを求めている[20][22]。

## 発言
- 2016年のオバマ大統領による広島訪問について、日本記者クラブでの会見で「もろ手を挙げては歓迎できない」と発言した[23]。その中で、2009年のプラハ演説において米国の包括的核実験禁止条約批准を約束したにも関わらず、未だにそれが実現されていないことに対する失望感を示した[23]。一方で、大統領の権限を用いて核兵器廃絶を進めてほしいと期待も寄せた[23]。被団協は原爆投下に対する米大統領の謝罪を求めてきたが、田中はそれが核兵器廃絶の障害になるのであれば謝罪は求めないと述べている[23]。